# Charles Nemes
Charles Nemes (Teljes nevén: Charles Paul Zoltan Nemes de Weisz-Horstenstein; Párizs, 1951. augusztus 5. –) francia filmrendező, forgatókönyvíró, író.
Nem azonos Nemes Károly filmtörténésszel.
Munkásságát filmek, elsősorban vígjátékok és vígjátéksorozatok jellemzik. Ezeken kívül hat regénye is megjelent.
Nagy valószínűséggel magyar származású, ám ennek részletei egyelőre nem ismertek. Három filmjében kisebb szerepekben feltűnő Gyuri Nemes feltehetően a fia. Első, 2003-ban megjelent Je hais mon chien (~Utálom a kutyámat) című regényének főszereplői egy magyar testvérpár.

## Életrajz
Charles Nemes 1951. augusztus 5-én született Párizsban. Régi kapcsolat fűzi a párizsi Le Splendid társulatához, akikkel 1975-ben elkészítette az egyik rövidfilmjét, ~A légcsavart (Le Bol d'Air).
Első egész estés filmjét, az 1979-ben bemutatott ~A hősöknek nem fázik a fülük (Les héros n'ont pas froid aux oreilles) című vígjátékot Gérard Jugnot-val közösen írták. A film nagy sikert aratott. Ezt követte az ~Oklevél (Honor Roll) amely egy fiatal diák (Guillaume de Tonquédec) és szülei (Claude Jade, Philippe Khorsand) között felmerült problémákról szól.
Ezek után a H című televíziós vígjátéksorozat négy évadát (1998–2001) illetve a Bruno Cremer főszereplésével készült nagy sikerű Maigret tévéfilmsorozat négy epizódját rendezte.
Legnagyobb sikerét a 2001-ben bemutatott A pokoli torony balekjai című vígjátékával aratta, Eric Judor és Ramzy Bedia főszereplésével.
Ezután rendezőként olyan színészekkel dolgozott mint Omar Sy és Fred Testot valamint Bruno Salomone-t ~A doboz illetve ~A sarki bisztró című filmekben, vagy a Caméra Café televíziós sorozathoz kapcsolódó, ~A tanfolyam címmel bemutatott második mozifilm.
2013-ban rendezte Helena Noguerra és Éric Elmosnino főszereplésével a Normandia szálló (Hôtel Normandy) című vígjátékot.
A második évadban 2015–2016-ban oszlopos tagja volt a France Inter rádióállomás ~Ha meghallgatsz, mindent lemondok?? (Si tu écoutes, j'annule tout) című vidám aktuális közéleti műsorának.[forrás?]
Részt vesz a FilmoTV (www.filmotv.fr) oldalán található mozikedvelő ~A szalon (Le Salon) című műsorban.
Mint egyszerű játékos kétszer is szerepelt a France 3 csatorna ~Kérdések egy bajnokhoz (Questions pour un champion) című műveltségi vetélkedőjében.[forrás?]
Hat regénye jelent meg a Balland, valamint a JC Lattès kiadóknál.

## Filmrendező
- 1969 – Trois hommes sur un cheval (~Hárman egy lovon) rendezőasszisztens Marcel Moussy mellett
- 1969 – Erotissimo (Erotissimo, francia-olasz vígjáték, 100 perc) rendezőasszisztens Gérard Pirès mellett
- 1974 – La Face Nord (~Az északi arc, francia rövidfilm, 12 perc) Charles Z. Nemes néven
- 1974 – Bonne présentation exigée (~Jó előadás kellene, francia vígjáték, rövidfilm, 10 perc), Charles Z. Nemes néven
- 1975 – Le Bol d'Air (~A légcsavar??, rövidfilm), Charles Z. Nemes néven
- 1976 – Le pont de singe (~A majomhíd, francia dokumentumfilm, 130 perc, rendezte: André Harris, Charles Nemes és Alain de Sedouy)
- 1979 – Les héros n'ont pas froid aux oreilles (~A hősöknek nem fázik a fülük)
- 1983 – La Fiancée qui venait du froid (~Menyasszony a hűvösről[10])
- 1992 – Tableau d'honneur (~Oklevél)
- 2001 – A pokoli torony balekjai (La Tour Montparnasse infernale; Don't Die Too Hard!, francia vígjáték, 92 perc)
- 2004 – Le Carton (~A doboz)
- 2009 – Le Séminaire (~A tanfolyam)
- 2011 – Au bistro du coin (~A sarki bisztró, francia vígjáték, 80 perc)
- 2013 – Normandia szálló (Hôtel Normandy, francia romantikus vígjáték, 97 perc)

## Tévéfilmek
- 1986 – Tous en boîte (~Mindegyik dobozban)
- 1997 – Mer calme, mort agitée (~Nyugodt tenger, nyugtalan halál)
- 2011 – I love Périgord (~Szeretem Périgordot)
- 2013 – Il était une fois... peut-être pas (~Valamikor ... talán nem is)
- 2016 – Le Mari de mon mari (~A férjem férje, francia vígjáték, 90 perc)

## Tévéfilm sorozatok
- 1996 – Maigret – Ködös kikötő (S5E3, Maigret et le Port des brumes, francia-belga-svájci-cseh bűnügyi tévéfilmsorozat, 87 perc) című epizód
- 1998 – La Clef des champs (~A mezők kulcsa)
- 1998–2002 – H[7] (~H, francia vígjáték sorozat, 26 perc, 18 rész)
- 2004 – Maigret – Maigret és a farkatlan kismalacok (S13E4, Maigret et les petits cochons sans queue, 85 perc) című epizód
- 2004 – Maigret – Maigret és az árnyjáték (S13E6, Maigret et l'Ombre chinoise, 90 perc, 2005)
- 2005 – Maigret – Maigret karácsonya (S14E4, Maigret et l'Étoile du Nord, 92 perc)

## Színészként
- 1984 – Pinot simple flic (~Pinot, az egyszerű zsaru, francia vígjáték, 85 perc, rendezte: Gérard Jugnot)
- 1996 – Maigret – Ködös kikötő (S5E3, Maigret et le Port des brumes, 87 perc, rendezte: Charles Nemes) című epizód ... orvos
- 2005 – Maigret – Maigret karácsonya (S14E4, Maigret et l'Étoile du Nord, 92 perc, rendezte: Charles Nemes) című epizód ... törvényszéki orvos
- 2007 – Christian (~Christian, francia filmdráma, 99 perc, rendezte: Elisabeth Löchen) ... Romero
- 2011 – Au bistro du coin (~A sarki bisztró, francia vígjáték, 80 perc, rendezte: Charles Nemes) ... a lovis orvos
- 2016 – La Tour de contrôle infernale (~A pokoli irányítótorony, francia vígjáték, 85 perc, rendezte: Éric Judor) ... a toborzó a Montparnasse toronyhoz (cameoszerep)

## Regényei
- 2003 – Je hais mon chien (~Utálom a kutyámat)[11]
- 2004 – Pourquoi les coiffeurs? (~Miért a fodrászok?)
- 2006 – N’oublie pas mon petit cadeau (~Ne felejtsd el a kis ajándékomat)[12]
- 2007 – Un chien dans la gorge (~Egy kutya a torkában)
- 2014 – La nuit de l'Aubrac (~Aubrac éjszakája)
- 2017 – Deux enfants du demi-siècle (~Fél évszázad két gyermeke)

## Fordítás
- Ez a szócikk részben vagy egészben  a   Charles Nemes című francia Wikipédia-szócikk ezen változatának fordításán alapul.  Az eredeti cikk szerkesztőit annak laptörténete sorolja fel. Ez a jelzés csupán a megfogalmazás eredetét és a szerzői jogokat jelzi, nem szolgál a cikkben szereplő információk forrásmegjelöléseként.